# 2MASX J02350479+3239321
2MASX J02350479+3239321 ist eine Galaxie im Sternbild Dreieck am Nordsternhimmel. Sie ist schätzungsweise 538 Millionen Lichtjahre von der Milchstraße entfernt und hat einen Durchmesser von etwa 120.000 Lichtjahren. Vom Sonnensystem aus entfernt sich das Objekt mit einer errechneten Radialgeschwindigkeit von näherungsweise 11.900 Kilometern pro Sekunde.
Im selben Himmelsareal befinden sich unter anderem die Galaxien NGC 973, NGC 978, PGC 2006599, PGC 3088861.